# گورپریت گوگی
گورپریت گوگی (به انگلیسی: Gurpreet Ghuggi) (زاده ۱۹ ژوئن ۱۹۷۱) بازیگر، کمدین و سیاستمدار هندی است.
از کارهای معروف او می‌توان به بازی در فیلم افسر اشاره کرد.

## فیلم‌شناسی
فهرست برخی از فیلم‌هایی که گورپریت گوگی در آن‌ها به ایفای نقش پرداخته است:
- تو مرا دیوانه کردی-۲۰۰۶
- سلام لندن-۲۰۰۷
- مسابقه-۲۰۰۸
- سینگ شاه است-۲۰۰۸
- مرد شماره یک-۲۰۰۹
- شیطان چهل‌ساله-۲۰۱۱
- جدا شدن-۲۰۱۱
- جوکر-۲۰۱۲
- حمل جاتا-۲۰۱۲
- بازیکن ۷۸۶-۲۰۱۲
- جات جیمز باند-۲۰۱۴
- دو مشکل دی-۲۰۱۴
- شوهر دست دوم-۲۰۱۵
- سینگ بله می‌گوید-۲۰۱۵
- آمبارساریا-۲۰۱۶
- افسر-۲۰۱۸
- پرنده خمیری-۲۰۱۸
- عروسک خیمه‌شب‌بازی-۲۰۲۲
- دانکی-۲۰۲۳